# Пошта Беніну
La Poste du Bénin (укр. Пошта Беніну) — національний оператор поштового зв'язку Беніну зі штаб-квартирою в Котону. Є анонімним товариством. Член Всесвітнього поштового союзу.